# Скопас
Скопас (грч. Σκόπας; Парос, 420. п. н. е. -  око 330. п. н. е.) био је старогрчки вајар и архитекта, рођен на острву Паросу. Припада позно класичном периоду у уметности старе Грчке. Скопас је радио са Пракистелом. Скопас уноси страст, патетику, промене у обликовању главе, уноси емоције и нарушава миран израз лица. Карактеристичне су дубоко усађене очи. 
Скопас је најпознатији по свом раду на Маузолеју у Халикарнасу на којем је радио заједно са Праксителом. Он је извео већину рељефа на маузолеју. Скопас је водио изградњу новог храма богиње Атине Алеје у Тегеји. 
Попут Лисипа, и Скопас је био следбеник високих стандарда класичне грчке скулптуре које је поставио вајар Поликлет. 
Његови портрети увек су готово правилни квадрати с дубоко усађеним очима и благо отвореним устима.

## Дела
Његови врло ретки радови чувају се данас у Британском музеју у Лондону (већина рељефа).
- Вајарски делови са храма Атине Алеје из Тегеје чувају се у Националном Археолошком музеју у Атини.
- Кип бога Ареса (Лудовиси - то је заправо римска копија његова рада) чува се у Риму у Палати Алтемпс.
- Кип Аполона Китхаредуса (римска копија његовог рада) чува се у Капитолском музеју у Риму.
- Биста Мелеагера (је заправо римска копија његовог рада) чува се у музеју Фог у Кембриџу у Масачусетсу, Сједињене Америчке Државе.